# Tswana
Cet article concerne la langue tswana (ou setswana). Pour le peuple tswana (ou BaTswana), voir Tswanas. Pour la race bovine, voir Tswana (race bovine).
Le tswana (autonyme : setswana) est une langue bantoue parlée par les Tswanas (appelés en tswana Motswana au singulier et Batswana au pluriel), qui sont majoritaires dans la province sud-africaine du Nord-Ouest. Une partie d'entre eux vit également au Zimbabwe et en Namibie.

## Nom
Le tswana est aussi appelé bechuana, beetjuans, chuana, chwana, coana, cuana, sechuana, secoana, secwana, tshwana, siwaha.

## Caractéristiques
Cette langue fait partie de la famille des langues nigéro-congolaises, et plus précisément des langues bantoues, dans le groupe sotho-tswana.
Il y a un haut degré d'intercompréhension entre le tswana et les sotho du Nord et du Sud.
Le tswana standard est basé sur le dialecte du sehurutshe et y est quasiment identique.

### Dialectes
Les dialectes suivants sont recensés, :
- Botswana : tlahaping (thlaping, tlapi), rolong, kwena, kgatla, ngwatu (ngwato), tawana, lete, ngwaketse, tlokwa, sehurutshe ;
- Afrique du Sud : tawana, hurutshe, ngwaketse, thlaro, kwena, ngwato, tlokwa, melete, kgatla, thlaping (tlapi), rolong ;
- Namibie :  tlharo, tlhaping, tawana ;
- Zimbabwe : ngwatu (mangwato), tlhaping.

## Utilisation
- 0–20 %
- 20–40 %
- 40–60 %
- 60–80 %
- 80–100 %

Proportion de la population parlant tswana à la maison en Afrique du Sud (2001).

 Le tswana est utilisé par tous, mais en général plus à l'oral qu'à l'écrit.

### Nombre de locuteurs
- Afrique du Sud : 11 770 000[1] ;
  - langue maternelle : 4 070 000 (2013) ;
  - langue seconde : 7 700 000 (2002) ;
- Botswana : 1 860 000[2] ;
  - langue maternelle : 1 710 000 ;
  - langue seconde : 150 000 ;
- Zimbabwe : 29 400 (1969)[4] ;
- Namibie : 5 310 (2014)[3] ;
- Total mondial : 13 664 710[2]
  - langue maternelle : 5 814 710 (2013) ;
  - langue seconde : 7 850 000 (2002).

### Distribution
En Afrique du Sud, le tswana est parlé entre Bloemfontein et Kimberley dans la province du Gauteng ; dans le District de Waterberg ; dans la province du Nord-Ouest et au nord-est de la province du Cap-Nord.
Au Botswana, il est parlé de façon répandue et est utilisé comme langue véhiculaire, principalement dans les sous-districts de Mahalapye et Serowe-Palapye du District central, à l'est des districts de Kgatleng et du Sud-Est et dans les environs de Maun dans le District du Nord-Ouest.
Au Zimbabwe, il est parlé entre les rivières Ramokgwebana (en) et Simukwe dans le District de Bulilimamangwe de la province du Matabeleland méridional.
En Namibie, il est parlé dans la région de Hardap et le long de la frontière botswanaise dans la rédion d'Omaheke.

## Reconnaissance légale
Le tswana est une langue officielle en Afrique du Sud (article 6(1) de la Constitution de 1996), où il est également langue officielle provinciale dans les provinces du Cap-Nord et du Nord-Ouest (2012, Official Languages Act, no 12, section 4(1)), une langue reconnue au Zimbabwe (article 6(1) de la Constitution de 2013) et en Namibie (2009, National Curriculum, Basic Education, sections 4.1.5.1 et 5.5). Au Botswana, c'est une langue nationale de facto.

## Prononciation
La lettre entre crochet est la graphème qui est utilisé et celle entre diagonale indique le phonème correspondant.
|            | Antérieure | Postérieure |
| Fermée     | ‹ i › /i/  | ‹ u › /u/   |
| Pré-fermée | ‹ e › /ɪ/  | ‹ o › /ʊ/   |
| Mi-ouverte | ‹ ê › /ɛ/  | ‹ ô › /ɔ/   |
| Ouverte    | ‹ a › /a/  |             |

Certains dialectes ont deux voyelles additionnelles, les voyelle mi-fermées /e/ et /o/.
|           |             | Labiale             | Alveolaire          | Alveolaire    | Post-alvéolaire        | Palatale   | Velaire     | Uvulaire    | Glottale  |
| Centrale  | Laterale    | Labiale             |                     |               | Post-alvéolaire        | Palatale   | Velaire     | Uvulaire    | Glottale  |
| --------- | ----------- | ------------------- | ------------------- | ------------- | ---------------------- | ---------- | ----------- | ----------- | --------- |
| Nasale    | Nasale      | ‹ m › /m/           | ‹ n › /n/           |               | ‹ ny › /ɲ/             | ‹ ng › /ŋ/ |             |             |           |
| Occlusive | Non-aspirée | ‹ p › /p/ ‹ b › /b/ | ‹ t › /t/ ‹ d › /d/ |               |                        |            | ‹ k › /k/   |             |           |
| Occlusive | Aspirée     | ‹ ph › /pʰ/         | ‹ th › /tʰ/         |               |                        |            | ‹ kh › /kʰ/ | ‹ kg › /qʰ/ |           |
| Affriquée | Non-aspirée |                     | ‹ ts › /ts/         | ‹ tl › /tɬ/   | ‹ tš › /tʃ/ ‹ j › /dʒ/ |            |             |             |           |
| Affriquée | Aspirée     |                     | ‹ tsh › /tsʰ/       | ‹ tlh › /tɬʰ/ | ‹ tšh › /tʃʰ/          |            |             |             |           |
| Fricative | Fricative   | ‹ f › /f/           | ‹ s › /s/           |               | ‹ š › /ʃ/              |            |             | ‹ g › /χ/   | ‹ h › /h/ |
| Roulée    | Roulée      |                     | ‹ r › /r/           |               |                        |            |             |             |           |
| Spirante  | Spirante    | ‹ w › /w/           |                     | ‹ l › /l/     |                        | ‹ y › /j/  |             |             |           |

Deux autres consonnes existent, /v/ et /z/, qui existent seulement dans les mots étrangers. La consonne [d] est un allophone de /l/, quand elle est suivie des voyelles /i/ ou /u/.
Le Tswana a aussi trois clics, mais celles ci sont seulement utilisées dans les interjections ou dans les idéophones, et tendent à être utilisées seulement par les générations anciennes, et ainsi sont de moins en moins utilisées. Ces trois clics sont : le clic dental /ǀ/, noté ‹ c ›; le clic latéral /ǁ/, noté ‹ x ›, et le  clic palatal /ǃ/, noté ‹ q ›.
Il y a quelques variations dialectales dans les consonnes parmi les locuteurs du Tswana. Par exemple, /χ/ est prononcé soit [x] soit [h], /f/ est prononcé [h] dans la plupart des dialectes; et /tɬ/ et /tɬʰ/ sont prononcés comme [t] et [tʰ] dans les dialectes du nord.

### Accent tonique
L'accent tonique est fixe en Tswana et tombe toujours sur l'avant dernière syllabe d'un mot, bien que les mots composés peuvent recevoir un deuxième accent tonique sur la première partie du mot. La syllabe sur laquelle l'accent tonique tombe est allongée. Ainsi, mosadi est prononcé comme [mʊ̀ˈsáːdì].

### Ton
Le Tswana a deux tons, un haut et un bas, bien que ce dernier soit plus utilisé dans les mots que le premier. Les tons ne sont pas marqués, ce qui peut conduire à des ambiguïtés.
- go bua /χʊ búa/ « parler »
- go bua /χʊ bua/ « dépecer »
- o bua Setswana /ʊ́búa setswána/ « Il parle Setswana »
- o bua Setswana /ʊbúa setswána/ « Tu parles Setswana »

Une importante caractéristique des tons est l'étalement du ton haut. Si une syllabe porte un ton haut, les deux syllabes suivantes le porteront aussi, sauf si elles sont à la fin d'un mot.
- simolola /símʊlʊla/ > /símʊ́lʊ́la/ « commencer »
- simologêla /símʊlʊχɛla/ > /símʊ́lʊ́χɛla/ « commencer à »

### Noms
Les noms en Tswana sont regroupés en neuf classes nominales et une sous-classe, chacune d'elles ayant différent préfixes.
| Classe | Singulier     | Pluriel               | Caractéristiques                                                                                          |
| ------ | ------------- | --------------------- | --- |
| 1.     | mo-           | ba-                   | Personnes                                                                                                 |
| 1a.    | –             | bô-                   | Noms, parenté, animaux                                                                                    |
| 2.     | mo-           | me- ma-               | Divers (incluant les parties du corps, les outils, les instruments, les animaux, les arbres, les plantes) |
| 3.     | le-           | ma-                   | Divers (incluant les parties du corps, les outils, les instruments, les animaux, les arbres, les plantes) |
| 4.     | se-           | di-                   | Divers (incluant les parties du corps, les outils, les instruments, les animaux, les arbres, les plantes) |
| 5.     | n- m- ny- ng- | din- dim- diny- ding- | Animaux (mais aussi des choses diverses)                                                                  |
| 6.     | lo-           | din- dim- diny- ding- | Divers (incluant un bon nombre de noms collectifs)                                                        |
| 7.     | bo-           | ma-                   | Noms abstraits                                                                                            |
| 8.     | go-           | go-                   | La forme infinitive des verbes                                                                            |
| 9.     | fa- go- mo-   | fa- go- mo-           | Adverbes                                                                                                  |

Certains noms peuvent se trouver dans plusieurs classes. Par exemple, plusieurs noms de la classe 1 appartiennent également aux classes 1a, 3, 4, et 5.

### Exemples
| Mot                               | Traduction | Prononciation standard |
| --------------------------------- | ---------- | ---------------------- |
| terre                             | lefatshe   |                        |
| ciel                              | legodimo   |                        |
| eau                               | metsi      |                        |
| feu                               | molelo     |                        |
| personne                          | motho      |                        |
| homme (personne de sexe masculin) | monna      |                        |
| femme                             | mosadi     |                        |
| manger                            | ja         |                        |
| boire                             | nwa        |                        |
| grand                             | -golo      |                        |
| petit                             | -nnye      |                        |
| nuit                              | bosigo     |                        |
| jour                              | lesatsi    |                        |

- Dumela, rra/mma : Bonjour, monsieur/madame.
- O tsogile jang? : Comment allez-vous ? (style soutenu)
- Ke tsogile sentle, rra/mma : Je vais très bien. (style soutenu)
- Le kae? : Ça va ? (style familier)
- Re teng, rra/mma : Ça va très bien, monsieur/madame (style familier)